# 筑紫の五節
筑紫の五節（つくしのごせつ）とは、源氏物語に登場する架空の人物。

## 概要
光源氏の女君の一人であるが、五節の舞姫を務めた際に光源氏と関係を持ったとみられるが、光源氏との関係を持った場面そのものは直接には描かれておらず、光源氏が過去を思い出したり文をやりとりしたりするという形でのみ登場する。父親の大宰府への赴任に従って九州に下向していたが、光源氏が須磨に退去していた時期に大宰府での任期を終えた父に従って筑紫から上京することになり、須磨の近くを通りかかった際に光源氏と和歌を詠み合うものの、直接出会うことはなく終わり、その後もしばしば五節の行事があるたびに「思い出す人物」として描かれている。
六条御息所や朝顔の姫君などとともに現存する54帖からなる源氏物語においては光源氏との交流そのものは直接には描かれていない女君の一人であり、その模様は「輝く日の宮」など、現在では失われてしまった巻に描かれていたのではないかとしてそのような「失われた巻」が存在したとする説の根拠にされることがある。これとは逆に、このような記述を置くまで源氏物語の構想や構造の問題として捉え、それで説明できるとする立場もある。
作品中の人物としては、同じく筑紫にいたとされるという点で玉鬘と対比され、数少ない国名を冠した通称を持つ人物として近江の君と対比されることもある。

## モデル
この筑紫の五節には、紫式部集に紫式部との贈答歌がとられている（6番・7番）、「筑紫へ行く人の女」と記されている、紫式部とお互いに「あね」「いもうと」と呼び合う関係にあるほど親しかった親の赴任に従って九州へ附いていき京へ戻ることなく現地で死去した女性との関連が指摘されている。

## 登場する巻
筑紫の五節は直接には以下の巻で登場し、本文中ではそれぞれ以下のように表記されている。
- 第11帖 花散里 筑紫の五節
- 第12帖 須磨 五節の君、五節
- 第13帖 明石 五節、帥の娘
- 第14帖 澪標 五節、女

## 各巻での活動
光源氏はかつて「五節の舞姫」として会い「ろうたけた女だと思った」ことを思い出す。（第11帖 花散里）
筑紫から上京し、舟で須磨を通りかかった際に、須磨にいた光源氏と文を通わせるが会うことはない。（第12帖 須磨）
（第13帖 明石）
光源氏の事を思って父の進める縁談に耳を貸さない。光源氏は引き取って子供の後見にでもしようかと考える。（第14帖 澪標）
五節の際、昔の女（筑紫の五節）のことを思い出して文を贈る。（第21帖 少女）
五節の際、昔のことを思い出して文を贈る。（筑紫の五節とは記されないが、古注釈の「細流抄」などによればこれは筑紫の五節のことであるとされる）（第41帖 幻）